# Liste des interstates au Montana
Les Interstates au Montana font partie du réseau des autoroutes inter-états et sont entretenues par le Montana Department of Transportation (MDT). L'état compte trois autoroutes principales et deux auxiliaires.

## Autoroutes principales
| Numéro | Longueur (mi) | Longueur (km) | Terminus sud / ouest                              | Terminus nord / est                                  | Créée | Notes |
| ------ | ------------- | ------------- | ------------------------------------------------- | ---------------------------------------------------- | ----- | ----- |
| I-15   | 396,03        | 637,35        | I-15 à la frontière de l'Idaho près de Monida     | Hwy 4 à la frontière canadienne à Sweetgrass         | 1957  |       |
| I-90   | 551,68        | 887,84        | I-90 à la frontière de l'Idaho près de Mullan, ID | I-90 / US 87 à la frontière du Wyoming près de Wyola | 1957  |       |
| I-94   | 249,15        | 400,97        | I-90 à Billings                                   | I-94 à la frontière du Dakota du Nord près de Wibaux | 1958  |       |
|        |               |               |                                                   |                                                      |       |       |

## Autoroutes auxiliaires
| Numéro | Longueur (mi) | Longueur (km) | Terminus sud / ouest                | Terminus nord / est         | Créée | Notes |
| ------ | ------------- | ------------- | ----------------------------------- | --------------------------- | ----- | ----- |
| I-115  | 1,19          | 1,92          | I-15 / I-90 à Butte                 | Centre-ville de Butte       | —     |       |
| I-315  | 0,83          | 1,34          | I-15 / US 89 / MT 200 à Great Falls | Centre-ville de Great Falls | —     |       |
|        |               |               |                                     |                             |       |       |